# Lago di Bassenthwaite
Il lago di Bassenthwaite (in inglese: Bassenthwaite Lake) è un lago di 5,4  km² dell'Inghilterra nord-occidentale, situato nell'area del Lake District, nella contea della Cumbria. È il lago più settentrionale e il quarto lago per superficie del Lake District (oltre che uno dei maggiori della Cumbria) ed è l'unico degli specchi d'acqua dolce del Lake District ad essere definito in inglese un lake (gli altri sono definiti water o mere).
Il lago che prende il nome dal vicino villaggio di Bassenthwaite, costituisce una riserva naturale (la Bassenthwaite Lake Nature Reserve) ed è considerato area di particolare interesse scientifico.

## Geografia fisica
Il lago si estende in forma stretta e allungato a nord del Lago Derwent e del villaggio di Thornthwaite e a sud del Lake District National Park, a piedi dello Skiddaw a circa 4 km a nord di Keswick e la sua sponda orientale è quasi completamente adagiata lungo l'autostrada A66. Il villaggio di Bassenthwaite si trova poco a  nord-est del lago.
Il lago misura 4 miglia in lunghezza (6,4 km) e circa 0,75 miglia (1,3 km) in larghezza (si tratta di uno dei laghi più stretti del Lake District).
Principale immissario del lago è il Fiume Derwent, che congiunge la sponda meridionale del lago di Bassenthwaite con la sponda settentrionale del Lago Derwent.

## Origini
Il lago si formò nella tarda Era glaciale, quando lo scorrere del tempo e i depositi glaciali lo separarono dal Lago Derwent.

## Flora e fauna

### Flora
Lungo il lago crescono varie piante della specie Potamogeton.
|  |

### Fauna
Il lago di Bassenthwaite è, assieme al Lago Derwent, uno degli unici due luoghi in cui vive una specie di pesce molta rara, il coregonus vandesius.
Tra le alte specie di pesci presenti, figura inoltre il salmone atlantico.

## Turismo
Il fatto di essere considerato una riserva naturale, ha limitato l'attività umana attorno al lago di Bassenthwaite.
La sponda occidentale è quasi interamente percorsa da un sentiero, mentre la sponda orientale è solamente accessibile dalla Mirehouse, a Bassenthwaite.

## Luoghi d'interesse
Tra i luoghi d'interesse nei pressi del lago, figura la Mirehouse, una storica residenza. Nei giardini attorno alla Mirehouse, si trova anche la chiesa di San Bega, risalente forse alla metà del X secolo.